# Ed Murphy
Edward Murphy (* 14. Januar 1956 in Bayonne (New Jersey)) ist ein ehemaliger US-amerikanischer Basketballspieler.

## Leben
Murphy schloss seine Zeit am Merrimack College im US-Bundesstaat Massachusetts 1978 auf dem ersten Platz der Korbjägerliste der Hochschulmannschaft ab. Er erzielte insgesamt 2874 Punkte, seinen höchsten Mittelwerte erreichte er in der Saison 1976/77 mit 32 Punkten pro Begegnung. Insgesamt kam er zwischen 1974 und 1978 auf 26,4 Punkte je Partie. 1977 und 1978 erreichte der 1,93 Meter große Spieler mit Merrimack jeweils das Endspiel um die Meisterschaft in der zweiten NCAA-Division.
Murphy schlug ein Profilaufbahn ein. Nachdem der Versuch gescheitert war, einen Vertrag bei der NBA-Mannschaft Atlanta Hawks zu erhalten, spielte er in der Saison 1978/79 bei BOB Rotterdam in den Niederlanden und erreichte dort einen Punkteschnitt von 36.0 je Begegnung. Von 1979 bis 1981 stand er bei Racing Malines in Belgien unter Vertrag. 1980 wurde er belgischer Meister. Er wechselte 1981 zu Limoges CSP nach Frankreich und erlebte dort seine erfolgreichste Zeit. Er blieb bis 1985 bei der französischen Spitzenmannschaft, mit der er 1983, 1984 und 1985 Landesmeister sowie 1982, 1983 und 1985 Pokalsieger wurde und in den Jahren 1982 sowie 1983 den europäischen Vereinswettbewerb Korać-Cup gewann. Der US-Amerikaner war mit seiner Treffsicherheit erheblich an diesen Titeln beteiligt: In seinen vier Jahren in Limoges war er in ein jeder Saison bester Korbschütze der französischen Liga (29,8 Punkte/Spiel in der Saison 1981/82, 31,7 Punkte/Spiel in der Saison 1982/83, 32,3 Punkte/Spiel in der Saison 1983/84, 34,1 Punkte/Spiel in der Saison 1984/85) und wurde in den Spielzeiten 1982/83, 1983/84 und 1984/85 als Spieler des Jahres der Liga ausgezeichnet. In den Korać-Cup-Endspielen 1982 und 1983 erzielte er 35 beziehungsweise 34 Punkte. In Frankreich erhielt er die Spitznamen „Lucky Luke“ (in Anlehnung an den Comic-Helden, der schneller als sein Schatten zieht) und „Ed-la-Gâchette“ (gâchette, zu deutsch: Abzugshebel). 2016 wurde als Anerkennung für seine Leistungen in Limoges sein Trikot mit der Rückennummer acht unter die Hallendecke gezogen. Zudem wurde Murphy als bester ausländischer Spieler der französischen Liga im 20. Jahrhundert ausgezeichnet.
Nach seiner Zeit in Frankreich spielte Murphy 1985/86 bei Champel Genf in der Schweiz und erzielte in der Nationalliga 40,1 Punkte je Begegnung. Nach einem verletzungsbedingten Aussetzen 1986/87 kehrte er nach Genf zurück, wo er 1987/88 eine zweite Saison verbrachte und einen Punkteschnitt von 39,9 je Spiel erreichte. Während der Saison 1987/88 erzielte Murphy in vier Spielen 50 Punkte (Höchstwert 54) oder mehr und in 15 weiteren 40 Punkte oder mehr. Mit Genf wurde er 1988 Schweizer Meister. Zum Abschluss seiner Laufbahn als Berufsbasketballspieler stand Murphy von 1988 bis 1990 ebenfalls in der Schweiz beim BBC Nyon unter Vertrag.